# Дейкин, Дуглас
Дуглас Дейкин (англ. Douglas Dakin; 1907, Глостер — 20 июля 1995, Глостер, Юго-Западная Англия) — британский историк. Профессор-эмеритус Биркбек-колледжа Лондонского университета (1935–1974). Более всего известен исследованиями современной греческой истории.

## Биография
Родился 13 июля 1907 года в Глостере. Сын школьного учителя.
Учился в Рендкомб-колледже, основанном в 1920 году в деревне Рендкомб близ Сайренсестера. В 1926 году поступил в колледж Питерхаус Кембриджского университета, где изучал историю. В 1931 году получил степень по истории.
В 1931 году начал преподавать в школе для мальчиков «Хабердэшерс Эске» (Haberdashers' Aske's Boys' School) в Элстри.
Докторскую диссертацию защитил по Анн Робер Жак Тюрго в Биркбек-колледже.
В 1935 году стал преподавать историю в Биркбек-колледже.
Областью исследований он выбрал историю Франции. В 1939 году опубликована его книга «Тюрго и Старый порядок во Франции» (Turgot and the Ancien Régime in France).
Присоединился к Добровольческому резерву ВВС (RAFVR). Во время Второй мировой войны служил в Египте и Греции в качестве офицера связи королевских ВВС Греции. В 1944 году он оказался в компании дезертировавшего полковника ЭЛАС. В 1945 году вернулся в Англию и служил в отделе связи с союзниками и иностранными властями в Министерстве авиации Великобритании.
После окончания войны вернулся в Биркбек-колледж, где дополнительно исполнял обязанности регистратора. В 1968 году его академическая карьера достигла пика, он был назначен главным специалистом (chair).
После войны он оставил французскую историю и занялся изучением современной греческой истории.
В 1963 году начал работать в Министерстве иностранных дел и международного развития Великобритании как директор масштабного исследовательского проекта по изданию первой серии «Документы британской внешней политики 1919—1939 гг.» (Documents on British Foreign Policy, 1919-1939), опубликованной государственной канцелярией Её Величества (Her Majesty's Stationery Office). Тома XVII и XVIII, относящиеся к Греции и Турции, отразили его собственный интерес.
Однако важнейшими в наследии Дейкина являются пять работ по современной греческой истории. Первой стала British and American Philhellenes during the Greek War of Independence, 1821-1833, опубликованная греческим Институтом балканских исследований в 1955 году. В 1959 году Историческое и этнологическое общества Греции в Афинах опубликовало коллекцию документов British Intelligence of Events in Greece 1824-1827. В 1966 году Институт балканских исследований опубликовал книгу «Греческая борьба в Македонии 1897—1913 гг.» (The Greek Struggle in Macedonia 1897–1913). В 1972 году в Лондоне вышла книга «Объединение Греции в 1770—1923 гг.» (The Unification of Greece, 1770-1923), в 1973 году в Лондоне опубликована книга «Борьба греков за независимость 1821—1833 гг.» (The Greek struggle for independence, 1821–1833). Также написал множество статей. Король Греции Павел I наградил его золотым крестом Ордена Феникса. В 1969 году стал почётным доктором Университета Аристотеля в Салониках. В 1971 году —  членом-корреспондентом Афинской академии.
Имел имел тесные контакты с кипрским Центром научных исследований (Κέντρο Επιστημονικών Ερευνών). Подарил свою научную книжную коллекцию, включающую около 850 наименований, преимущественно исторических, Кипрскому университету, основанному в 1989 году. Большинство книг на английском и греческом языках, также есть книги на французском и немецком языках.
Умер 20 июля 1995 года в Глостере, в возрасте 88 лет.